# Thomas Braun (Pädagoge)

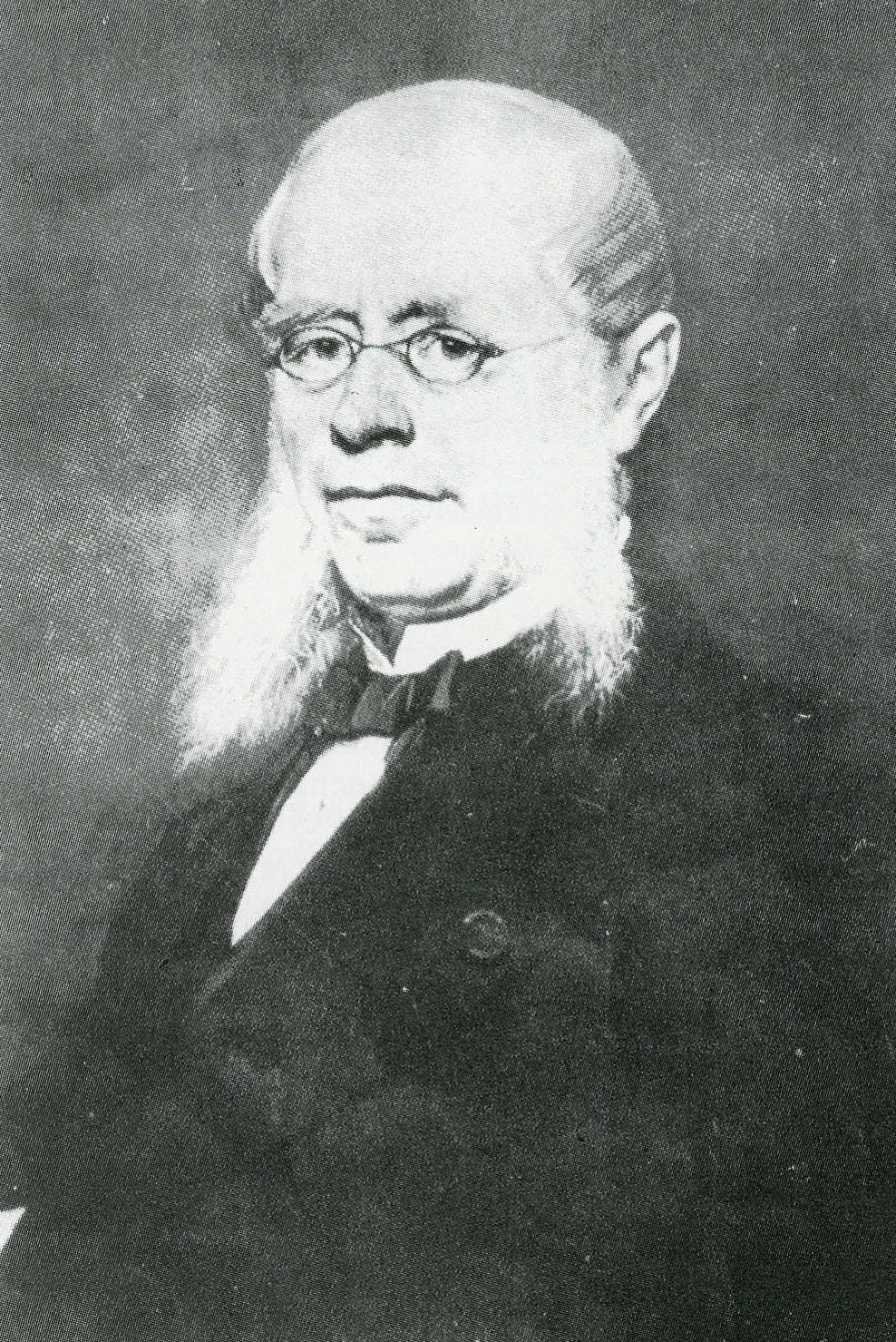
Thomas Braun. Gemälde von Ernest Slingeneyer, 1874

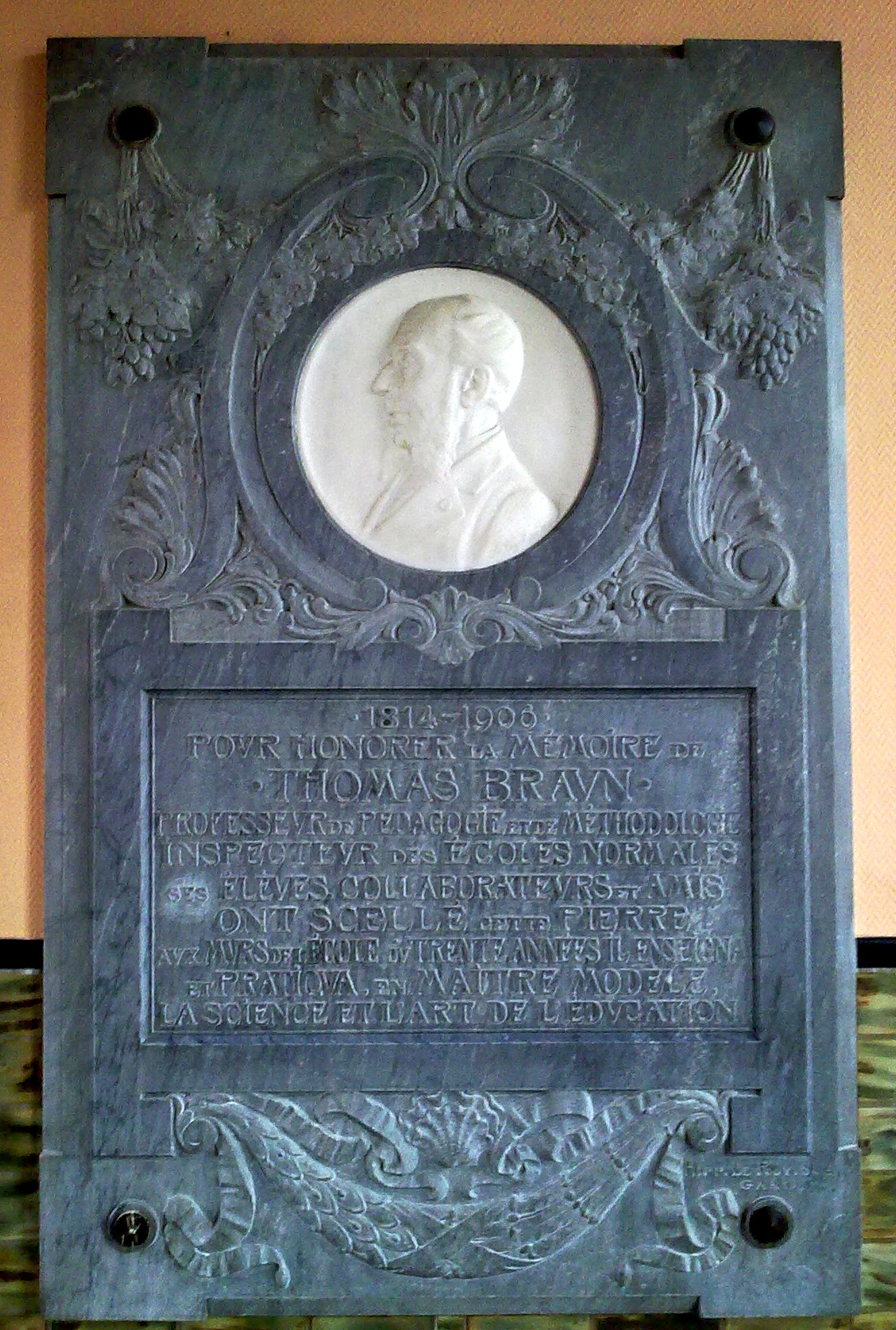
Gedenktafel für Thomas Braun an seiner ehemaligen Schule in Nivelles.

Thomas Braun (* 8. November 1814 in Kommern; † 7. Mai 1906 in Ixelles) war ein deutsch-belgischer Pädagoge.

## Leben
Thomas Braun, eigentlich Johannes Thomas Braun, wuchs zusammen mit seinem Bruder August Felix im Hause seines Vaters Conrad Braun in Kommern auf, wo dieser eine Gerberei besaß. Der Großvater und der Urgroßvater von Thomas Braun waren in Endenich, heute ein Teil von Bonn, Mitglieder des Bürgermeister- und Schöffenkollegiums gewesen.
Thomas Braun wurde von seinem Vater nach Malmedy geschickt, um sein Französisch zu verbessern, weil dieser meinte, dass das für seinen späteren Einstieg in den Familienbetrieb nützlich sein könnte. Schon bald zog Braun jedoch die pädagogische Laufbahn vor. Er wurde Lehrer und schließlich Schuldirektor in Nivelles.

## Werk
Thomas Braun wurde durch seine vielen wissenschaftlichen Publikationen und Lehrbücher zur Lehrerausbildung bekannt. Er bekam Aufträge von der belgischen Regierung und entwarf Präsentationen des belgischen Bildungswesens für die Weltausstellungen in London 1862 und in Paris 1889. 1875 wurde er zum Generalinspektor aller staatlichen Grundschulen und Lehrerseminare in Belgien ernannt.
Thomas Braun war 1842 Mitbegründer des Kölner Männer-Gesang-Vereins. 1850 erwarb er die belgische Staatsbürgerschaft. Von 1856 bis zu seiner Pensionierung 1891 gab er die pädagogische Monatszeitschrift L'Abeille über den Verlag Parent in Brüssel heraus. 1872 initiierte er die Errichtung eines Denkmals für Johannes Tinctoris in Nivelles.